# Nishi Hongan-ji

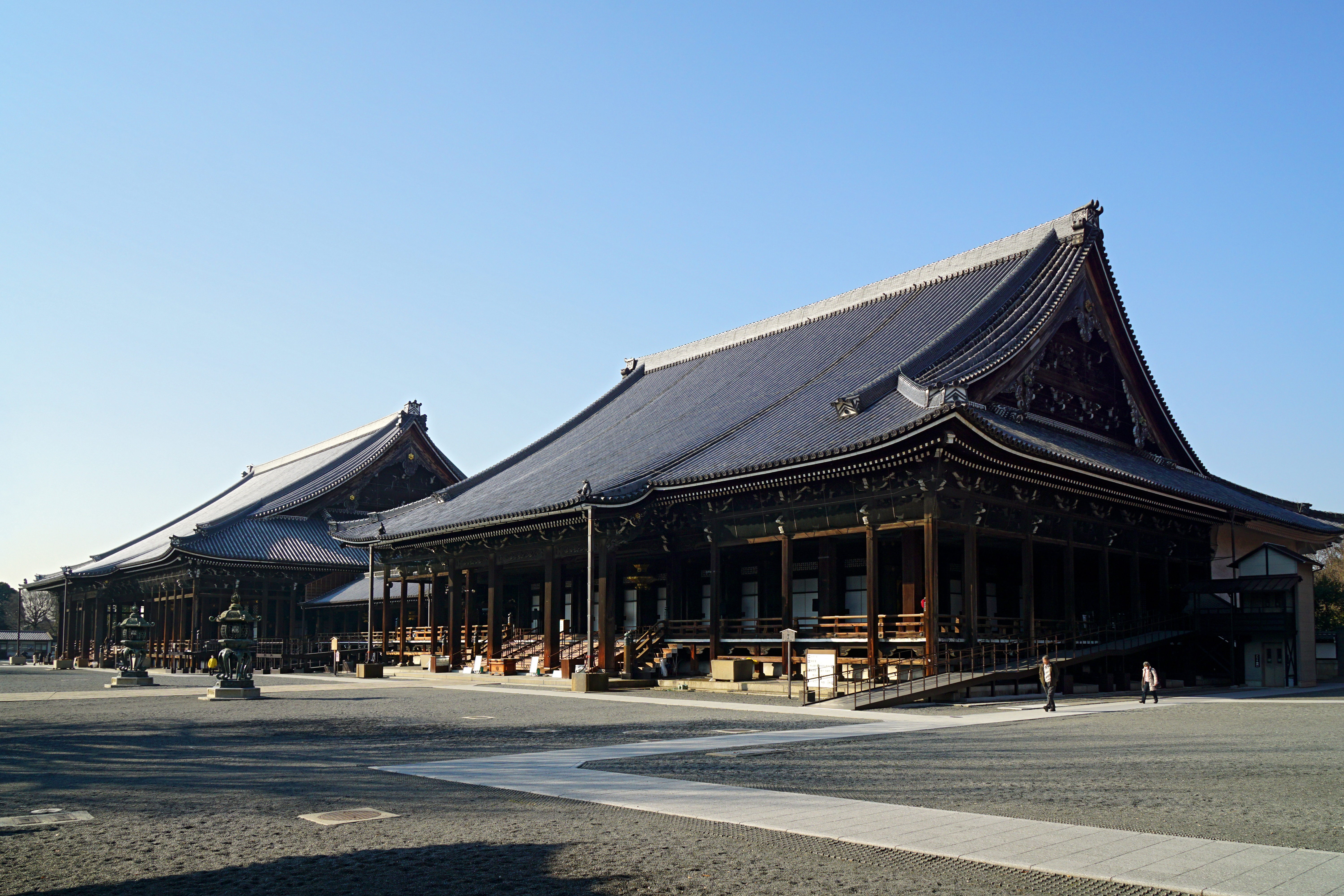
Amidado und Goeido

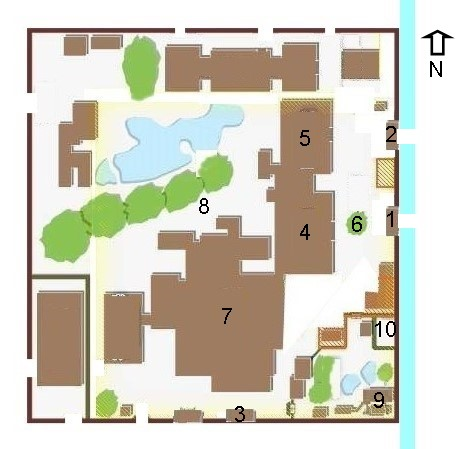
1 Goeidō-Tor, 2 Amidadō-Tor, 3 Karamon
4 Goei-dō 5 Amida-dō 6 Ginkgo 7 Daishoin
8 Garten 9 Hiunkaku 10 Glocke

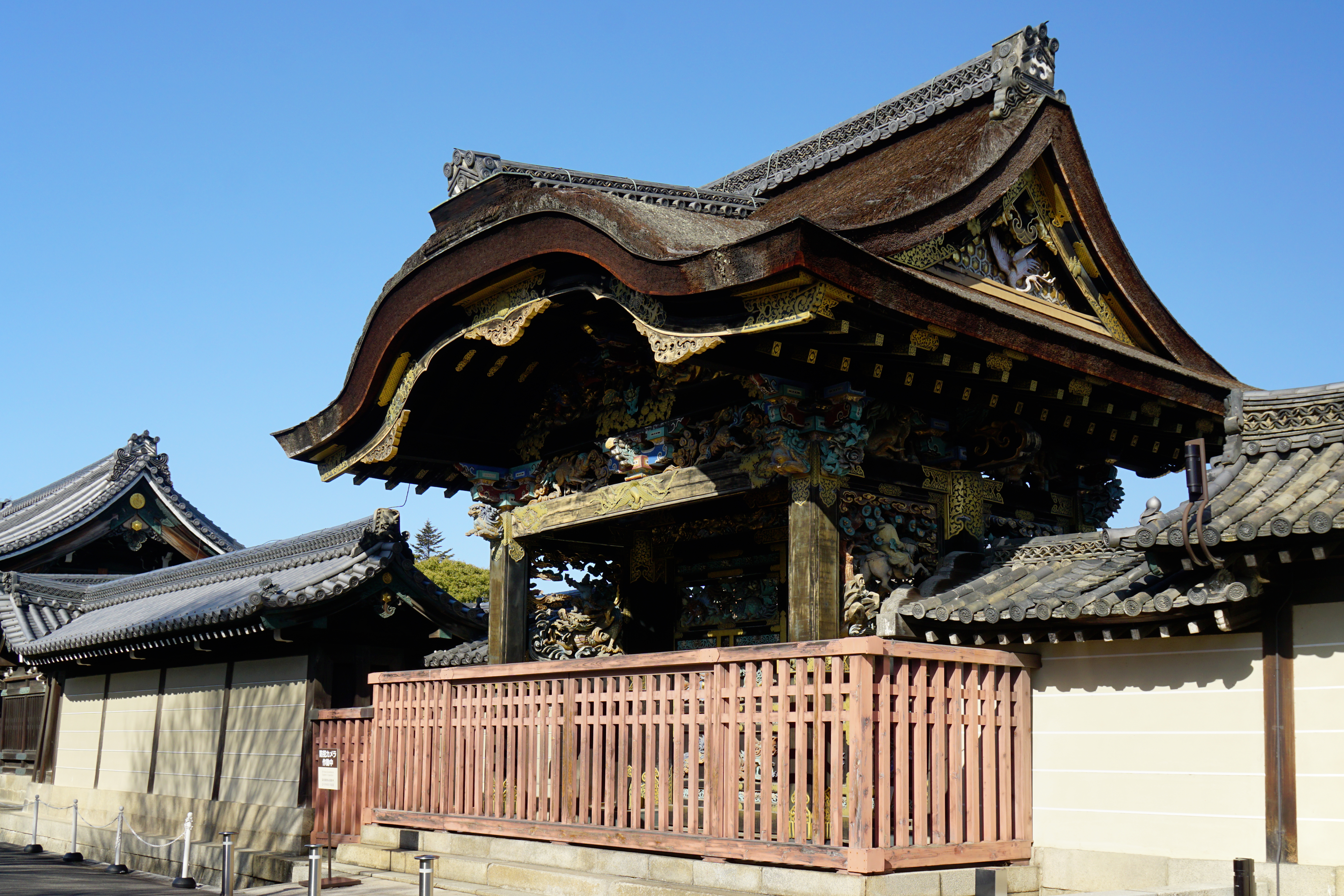
Das Tor Karamon des Tempels

Der Nishi Hongan-ji (jap. 西本願寺) ist der Haupttempel des Honganji-Zweiges der buddhistischen Jōdo-Shinshū-Schule. Sein formaler Tempelname (sango) ist Ryūkokusan (龍谷山). Der Tempel liegt im Stadtbezirk Shimogyō-ku von Kyōto und gehört zum Weltkulturerbe der Stadt.

## Zur Geschichte
Nachdem Toyotomi Hideyoshi die Anhänger der Jōdo-Shinshū-Richtung von ihrem Tempelberg in Osaka vertrieben hatte, bot er ihnen 1591 einen Platz in Kyoto an. Die ersten Gebäude gingen durch Brand verloren, so dass die heutige Anlage aus dem 17. Jahrhundert und danach stammt. Im Streit um die Nachfolge des Abtes stellte Tokugawa Ieyasu 1602 ein Grundstück für den Bau eines weiteren Hongan-ji in Kyoto zur Verfügung, der zur Unterscheidung Higashi Hongan-ji genannt wird. Als Kurzform sind Onishi und Ohigashi üblich, auch mit dem Zusatz -san (für Berg = Tempel).

## Die Anlage
(⦿ = Nationalschatz, ◎ = Wichtiges Kulturgut Japans)

### Gebetsstätten
Betritt man die Tempelanlage über eine Brücke von Osten durch das Goeidō-Tor, so hat man die  große Goei-dō (御影堂,  Gründerhalle, ⦿) bzw. Daishidō (大師堂) vor sich. Sie stammt aus dem Jahr 1636, ihre Front in Nordsüd-Richtung ist 62 m lang, ihre Tiefe beträgt 48 m, ihre Höhe 29 m.  Das hohe Dach ist, wie üblich, als Fußwalmdach (Irimoya), ausgeführt. Zwischen dem Eingangstor und dem Gebäude befindet sich ein großer Ginkgo-Baum.
Rechts, mit einem Gang verbunden, schließt sich  die  Amida-dō (阿弥陀堂, Amidahalle, ⦿)  bzw. Hondō (本堂)  an. Sie stammt aus dem Jahr 1760, ihre Front in Nordsüd-Richtung ist 45 m lang, ihre Tiefe beträgt 42 m, ihre Höhe 25 m. Das Gebäude hat ebenfalls ein Fußwalmdach. Dieser Bereich ist durch  Eingangstor Amidadō-mon zugänglich.

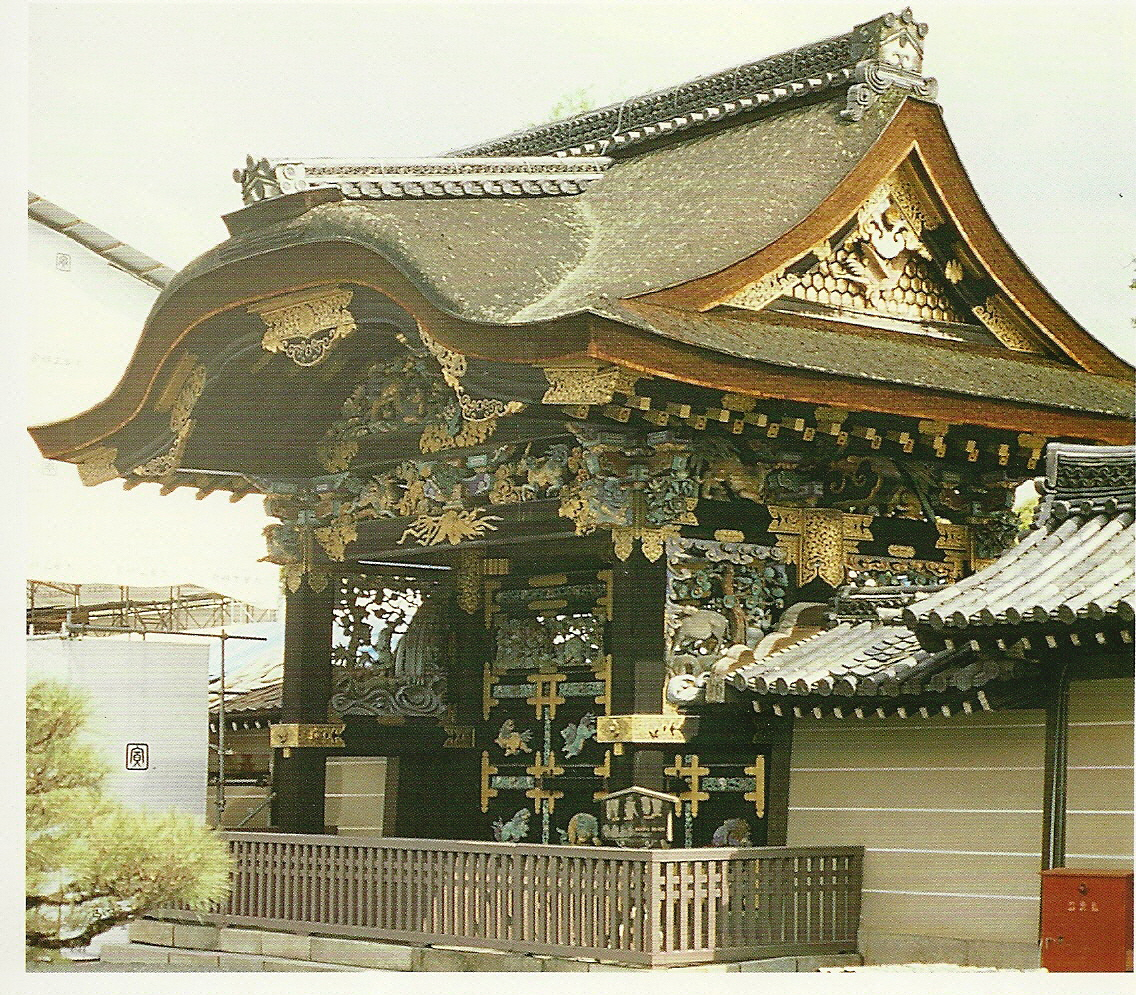
Karamon-Tor

In die Südmauer ist ein prächtiges Tor im chinesischen Stil (唐門, karamon, ⦿) eingelassen, das aber nicht passierbar ist. Es soll von der Burg Fushimi hierher gebracht worden sein. Weil es so reich geschmückt ist, dass man es von morgens bis abends betrachten kann, hat es den Beinamen „Abendsonnen-Tor“ (Hikure-mon).

### Abtquartier

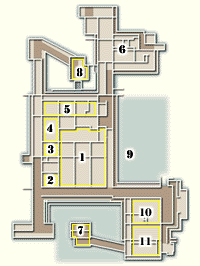
Das Abtsquartier (s. Text)

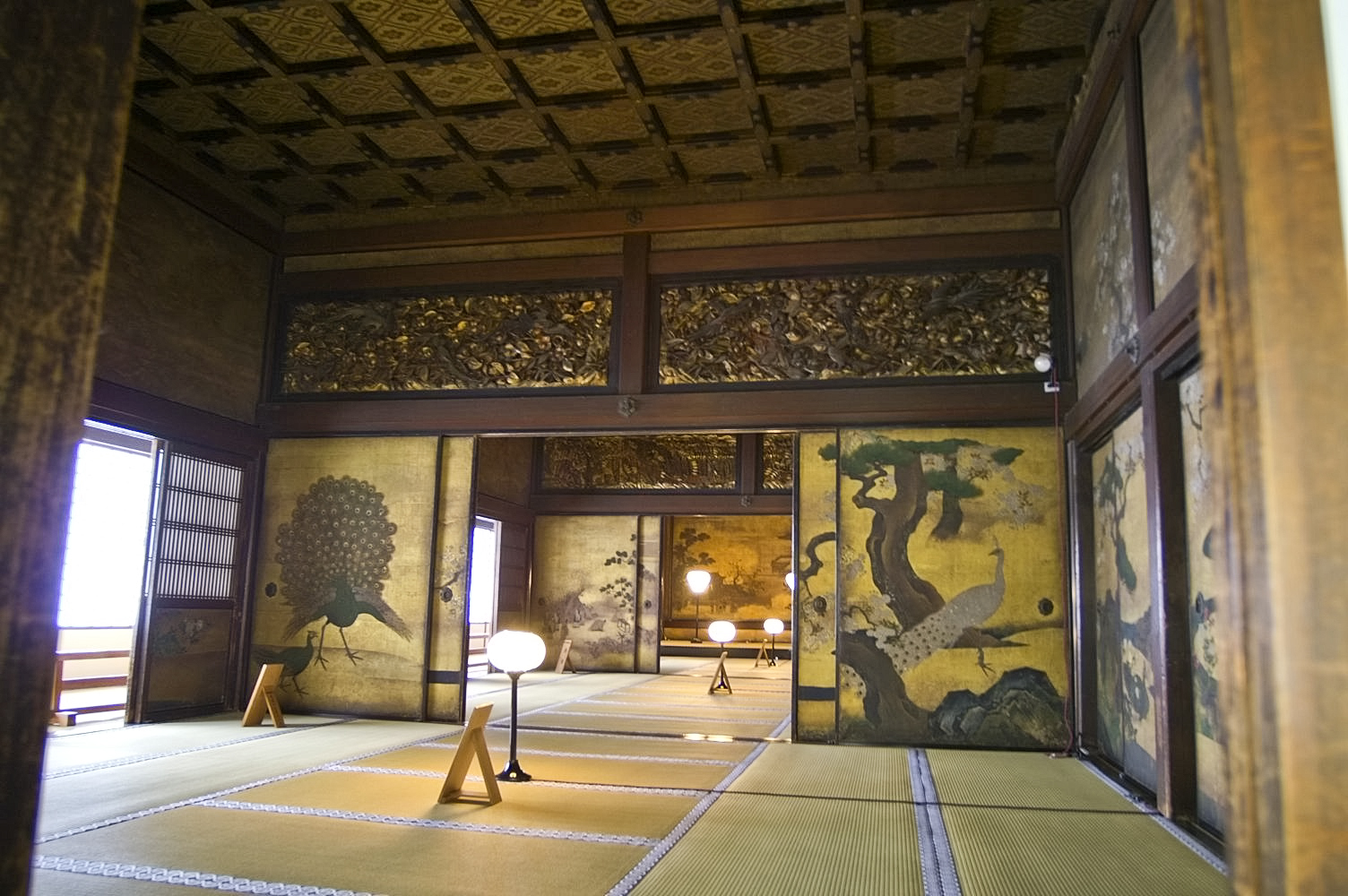
Shiro-Shoin

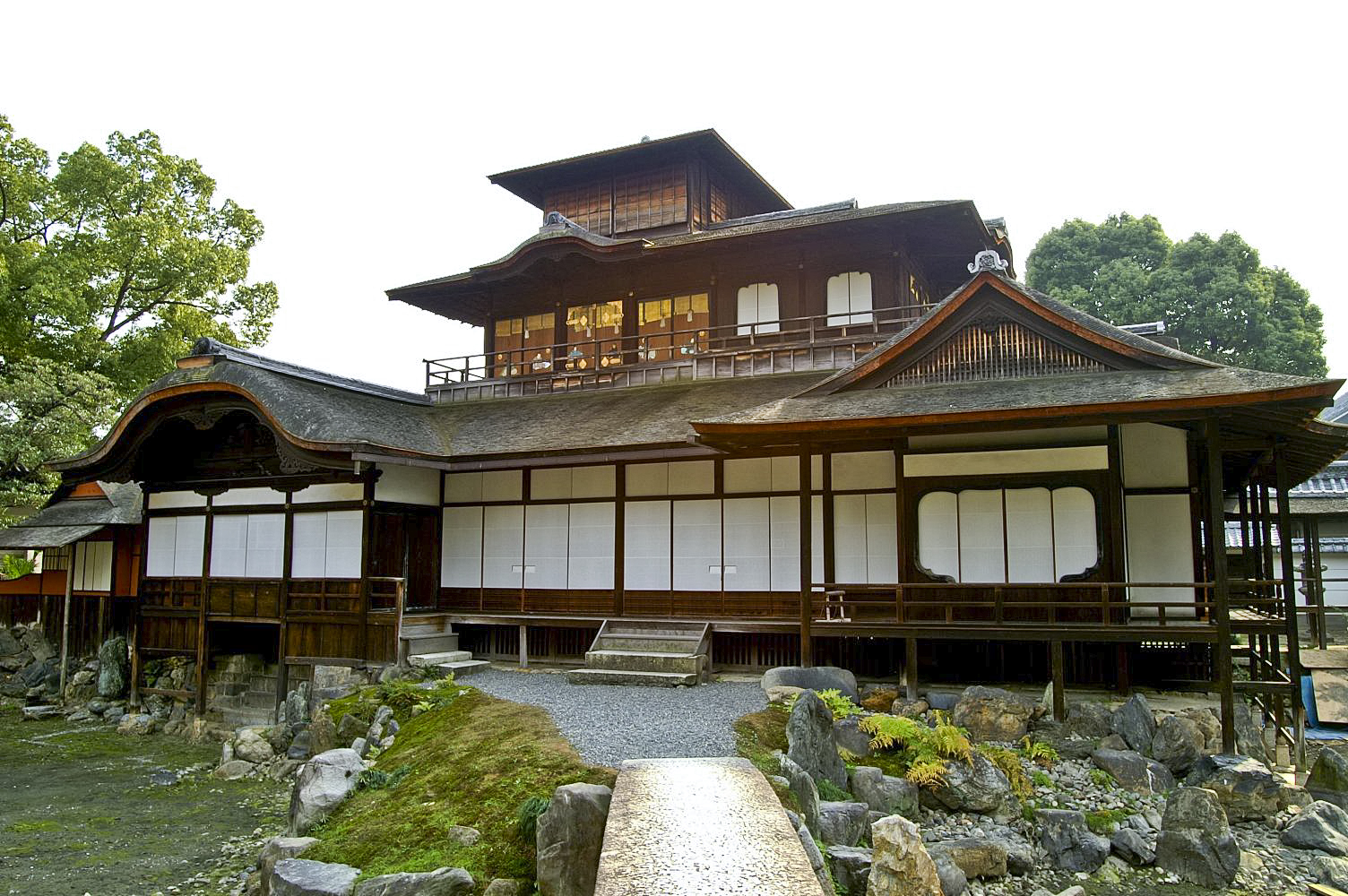
Hiunkaku

Das große Abtquartier, das hier Daishoin (大書院) genannt wird, schließt sich im Südwesten an die Gebetsstätten an. Es ist nicht öffentlich zugänglich.
1. Die große Empfangshalle des Abtes (Taimenjo (対面所) oder Kō-no-ma (鴻の間)) ist 203 Tatami groß, wobei der Raum stufenförmig drei Ebenen aufweist, gedan, jōdan und jōjōdan genannt, wobei die oberste Stufe dem Abt vorbehalten ist. Zu dieser Halle gehören Wandregale (chigaidana), eine Studierecke (tsuke-shoin), die schnell zu öffnenden Seitentüren (chōdai-gamae), alles zusammen ein hervorragendes Beispiel für den Shoin-Stil. Die Wandmalereien stammen von einem Vertreter der Kanō-Schule, Watanabe Ryōkei († 1645).
2. Raum der Spatzen
3. Raum der Wilden Gänse
4. Raum der Chrysanthemen
5. Studierzimmer Shiro-shoin (白書院)
6. Studierzimmer Kuro-shoin (黒書院)
7. Zweite Nō-Bühne
8. Die nördliche Nō-Bühne stammt aus dem Jahr 1581 und wurde dem Tempel gestiftet. Sie ist die älteste erhaltene Nō-Bühne Japans und ist als Nationalschatz registriert.
9. Von Shiro-shoin blickt man auf den kleinen Garten Tigerschlucht (虎渓の庭, Kokei no Niwa).[Anm. 3] Er ist im Kare-san-sui-Stil ausgeführt und benutzt den Giebel der Gründer-Halle als Berg in einer „geborgten Landschaft“ (借景, shakkei). – Auf den Garten blickt man vom östlichen Korridor, dessen Kastendecke mit emalten aufgeschlagenen Büchern dekoriert ist. In der Mitte des Korridors wacht eine gemalte Katze, um Mäusefraß zu verhindern.
10. Tiger-Raum (虎の間, Tora-no-ma) und 11 Wellen-Raum (浪の間, Nami-no-ma) sind von Kanō Eitoku ausgemalt.

### Tekisuien
Die kleine Gartenanlage Tekisuien (滴翠園) im Südosten des Tempelbezirks beherbergt hinter einem Teich den dreistöckigen „Fliegende-Wolken-Pavillon“ (飛雲閣, Hiunkaku, ⦿). Der Pavillon wurde ursprünglich für Hideyoshis Residenz „Jurakudai“ in Kyoto erbaut, wo er vollständig von Wasser umgeben war. Er wurde wohl um 1610 hierher versetzt und ist auch hier von Wasser umgeben.
Das Gebäude ist mit dünnen Schindeln (kokera-buki) gedeckt, wobei das Dach abwechslungsreich gestaltet ist mit verschiedenen Giebel- und Dach-Formen wie kara-hafu, irimoya.
Im Erdgeschoss befinden sich Räume wie Shokadono und Hakkei-no-ma, auch eine Anlegestelle für Boote und ein Dampfbad (Okakudai) sind vorhanden. Der zweite Stock wird vom „Poeten Raum“ (Kasen-no-ma) eingenommen, der mit den 36 Poeten geschmückt ist. Die dritte Ebene wird vom Dachhäuschen Tekiseirō gebildet, von dem aus die Sterne betrachtet werden können. – Im Garten befindet sich in einer Ecke auch ein Glockenturm (shōrō) des Tempels, etwas ungewöhnlich.

## Tempelschätze
Nationalschätze: Zwei Bildrollen mit dem Begründer der Jodo-Schule Shinran und Begleiter. (Kamakura-Zeit) und Bildrolle der 36 Poeten (Heian-Zeit)
Bedeutende Kulturgüter: Bildrollen, Schriftstücke und ein Bronzespiegel (Heian-Zeit).